# لوميا 435
مايكروسوف لوميا 435 هو هاتف ذكي من تطوير شركة مايكروسوفت موبايل تم تصنيعه في الشهر الأول لعام 2015 لينافس هواتف جوجل الذكية المنخفضة السعر اندرويد ون.
وهو متوفر مقابل 50 دولار أمريكي فقط. ويتوفر معه أيضا تطبيق لوميا سيلفي.

## مواقع خارجية
مايكروسوف لوميا 430 ثنائي الشريحة